# Springsas

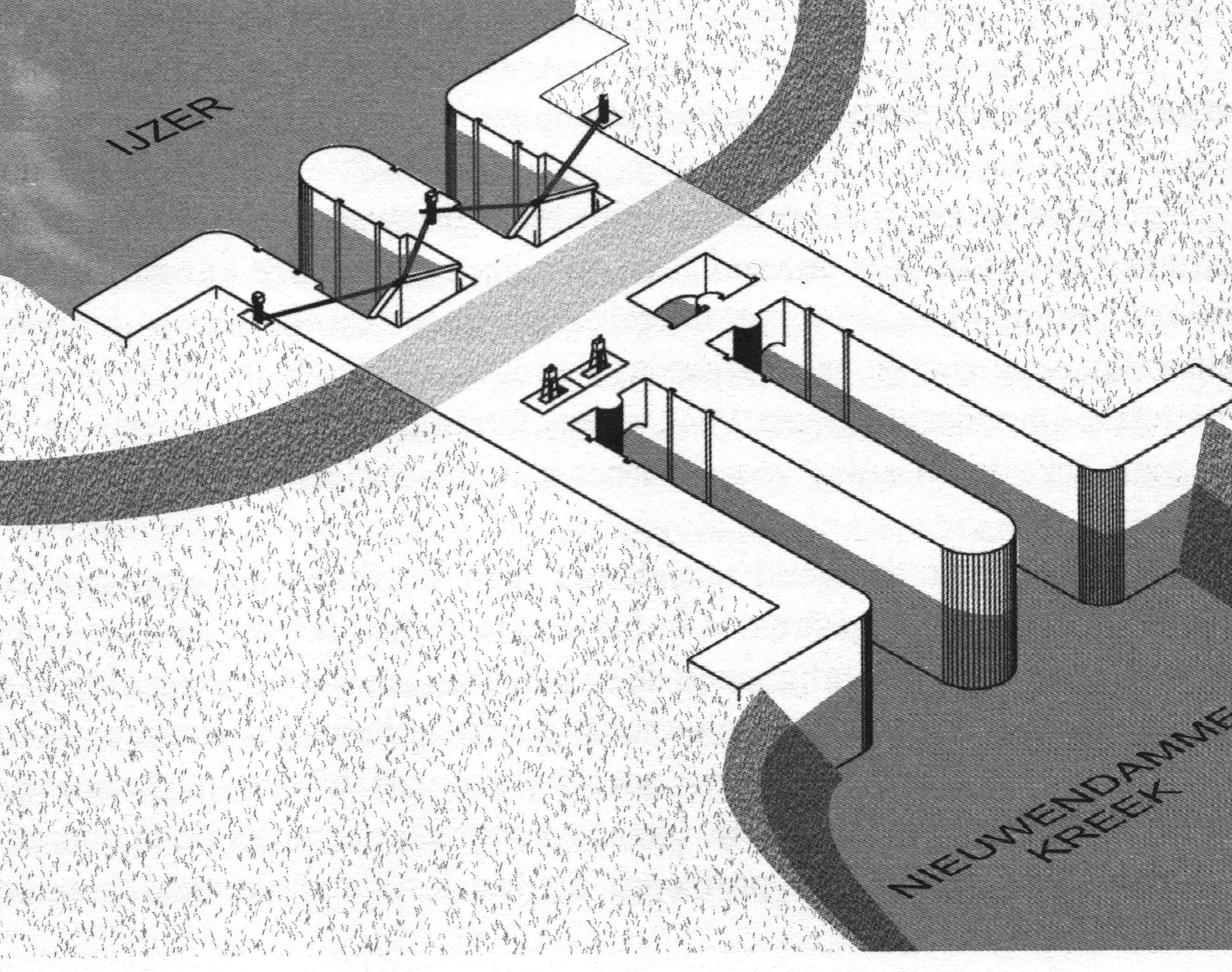
Het springsas voor de Eerste Wereldoorlog

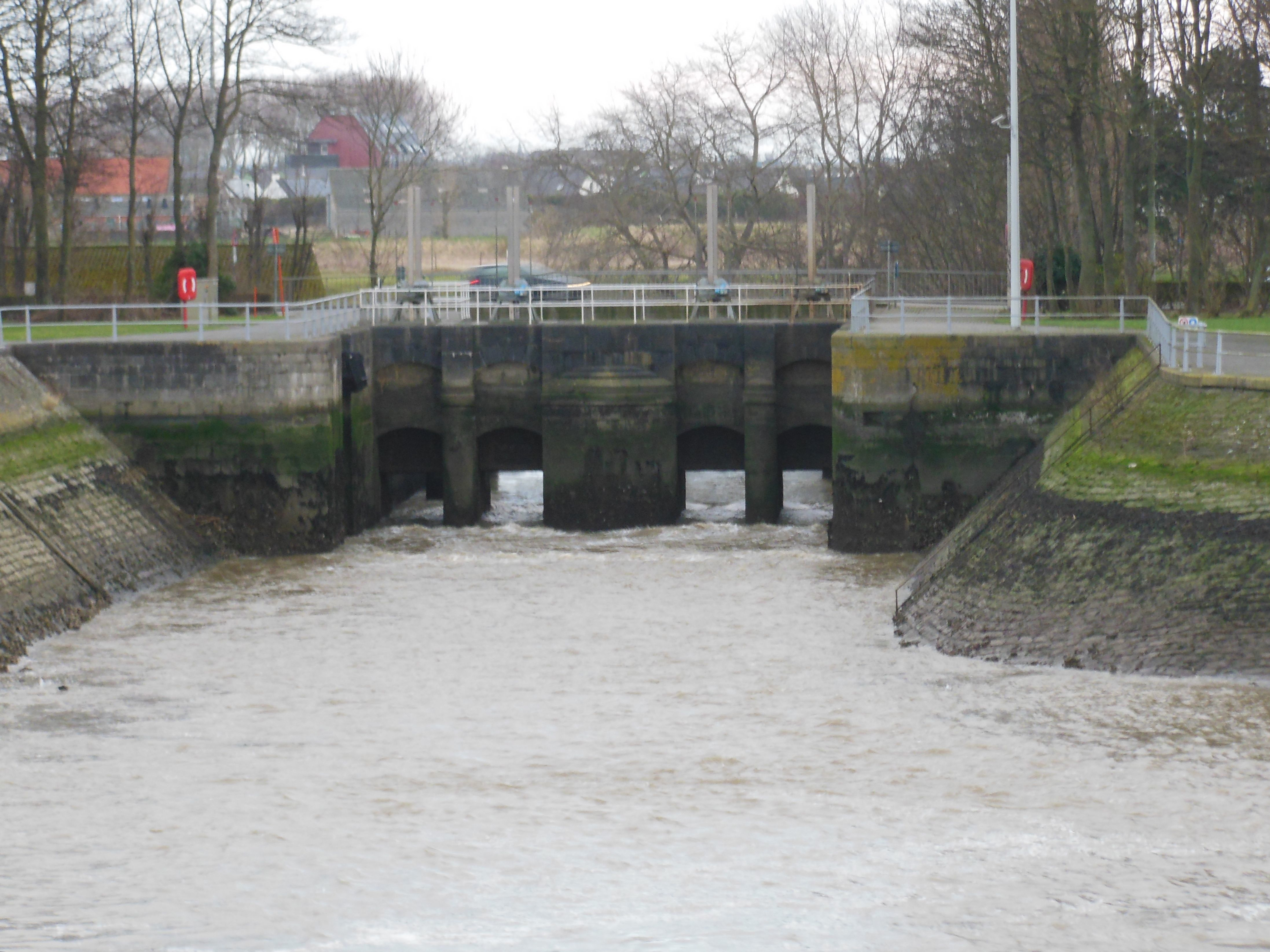
Het springsas gezien vanuit de achterhaven

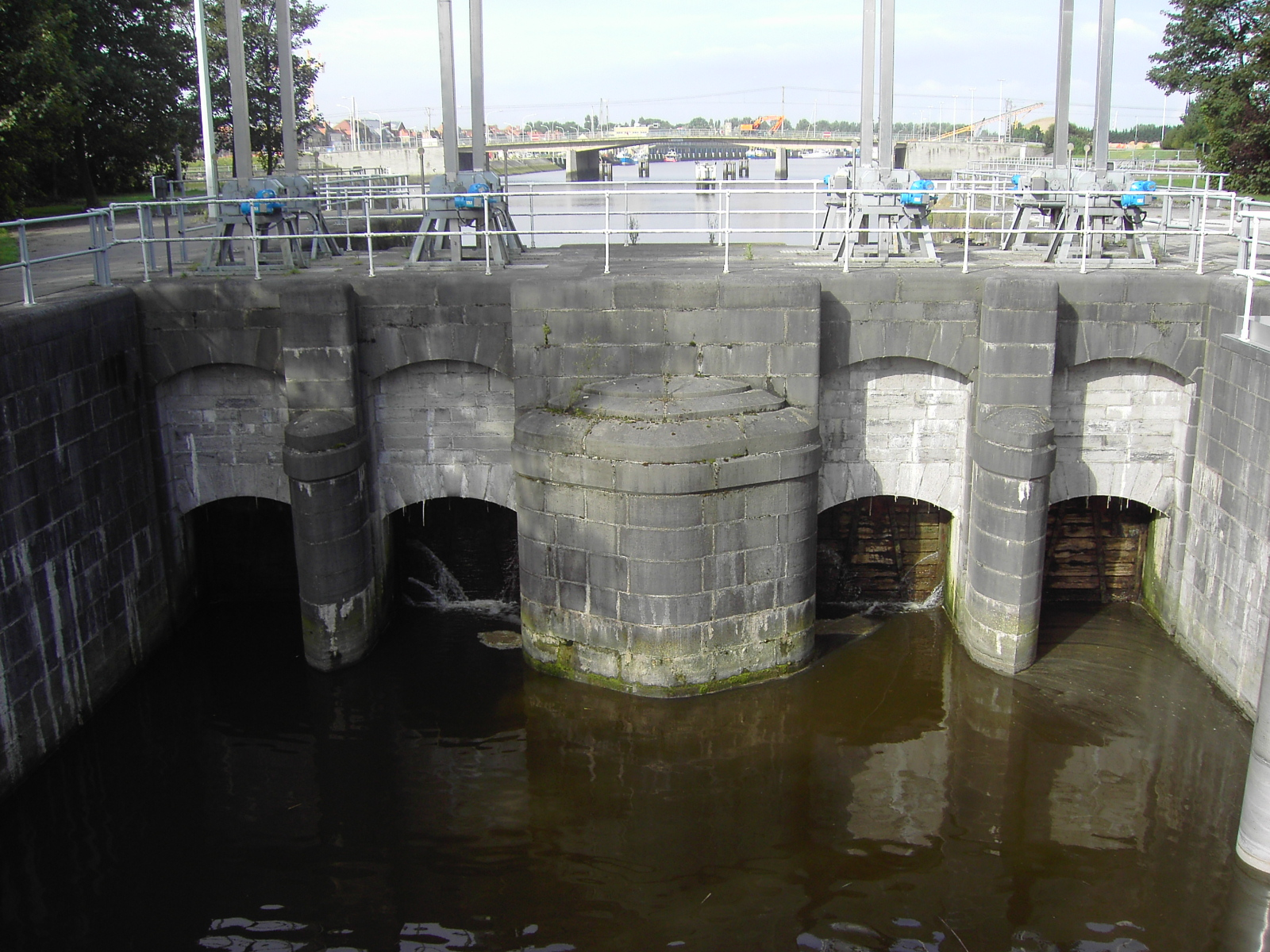
Het springsas gezien vanuit de Kreek

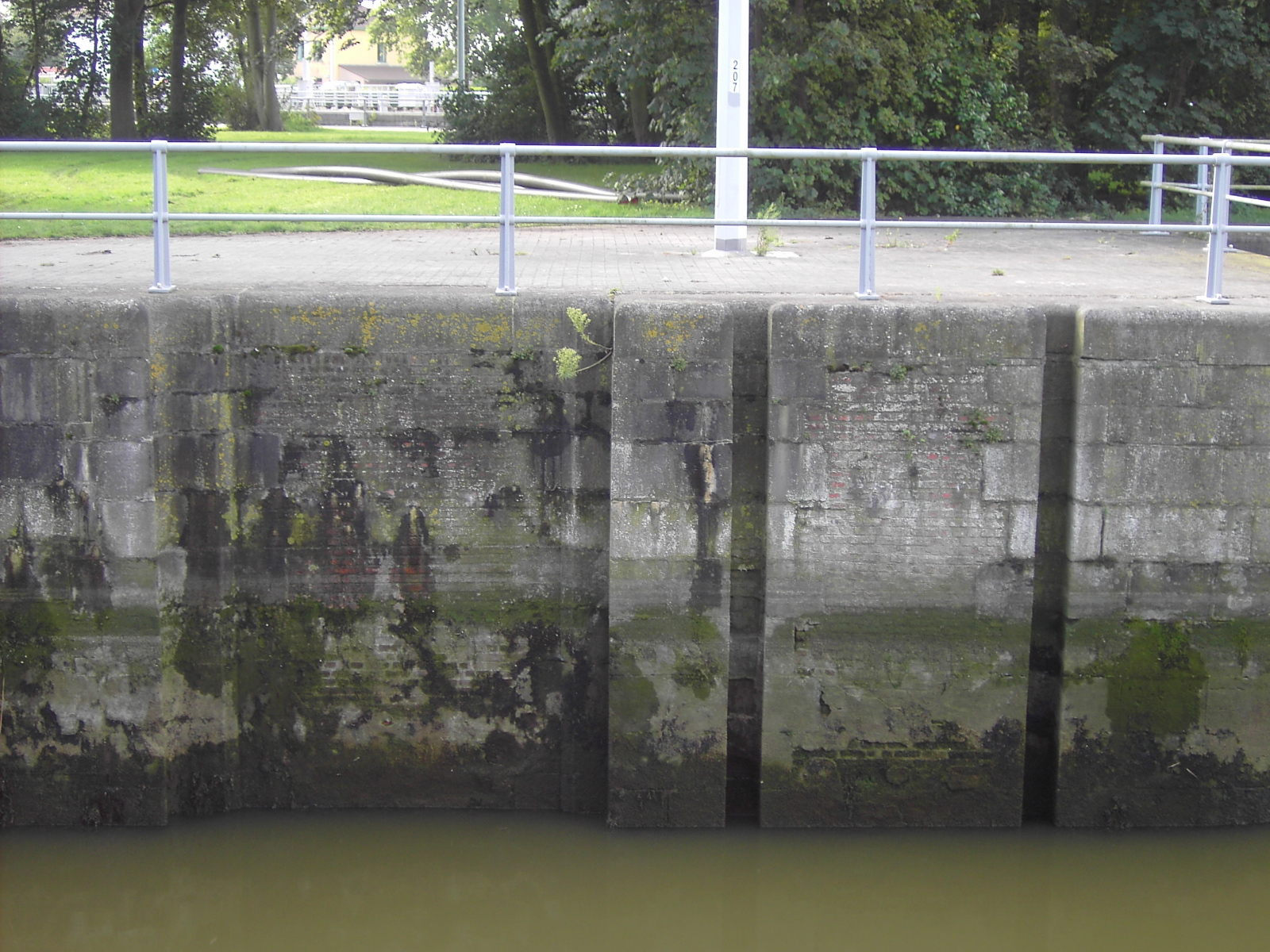
Muurkast en dubbele sponningen

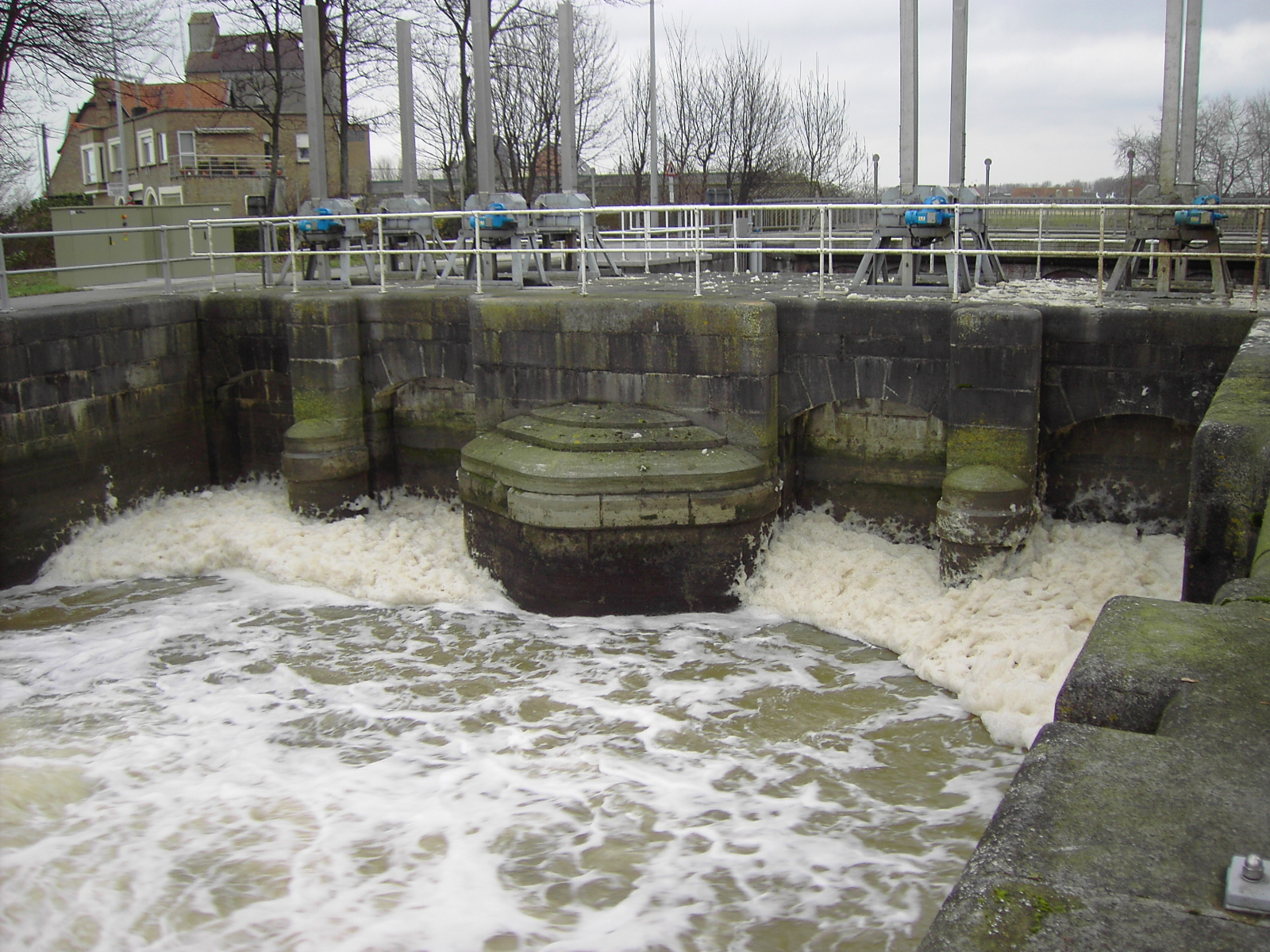
Spuien

Het Springsas, ook gekend als Scheursas of Sas van de Oude IJzer, is een spuisluis of overlaat op de Kreek van Nieuwendamme, de vroegere meanderende benedenloop van de IJzer. Het is het vierde kunstwerk op de Ganzepoot, komende van Nieuwpoort. Het werd gebouwd in 1820-1822 als deel van de Belgische vestingstad Nieuwpoort. Het bestond toen uit twee kokers, elk 36,50 meter lang en 4,30 meter breed. In de jaren 1853-1858 werd elke koker onderverdeeld in twee kokers zodat er nu vier uitwateringskokers zijn van elk 2,05 meter breed. Na de Eerste Wereldoorlog werd het herbouwd zonder centrale muur en deuren aan de kant van de achterhaven.

## Beschrijving en werking
Nieuwpoort was in de Hollandse tijd een vestingstad en deel van de Wellingtonbarrière, het verdedigingsdispositief van het Verenigd Koninkrijk der Nederlanden voor een bedreiging door Frankrijk. Na 1830 zou de stad dezelfde rol blijven spelen voor de verdediging van België. Het Springsas was deel van de vestingwerken. Het moest dienen voor de onderwaterzetting rond de vesting en als sluis voor scheepvaart. De onderwaterzetting kon met zeewater gerealiseerd worden of met zoet water door het regenwater op te houden in de Kreek. De oorspronkelijk lange kokers waren zo gebouwd dat ze onkwetsbaar waren voor de artillerie van die tijd. Aan de kant van de achterhaven was elke koker beschermd door draaideuren die zoals vloeddeuren automatisch dicht gingen bij hoge tij en ook als sluisdeuren fungeerden. Voor een onderwaterzetting moesten die deuren geopend worden en verankerd in muurkassen. In de kokers konden schotbalken neergelaten worden om het water in de Kreek op peil te houden. Wanneer Nieuwpoort na 1850 zijn rol als vestingstad verloor moest het sas niet langer dienen voor onderwaterzetting. De twee kokers werden elk onderverdeeld in twee smallere kokers. Twee van de vier kokers, de noordelijke, werden voorzien van schotbalken, de twee zuidelijke van schuiven. Bij de wederopbouw in 1920 werd de centrale muur aan de achterhavenkant ingekort en de deuren weggelaten. Vreemd genoeg werden toch deurkasten ingebouwd in de wanden van het sas. Alle vier kokers werden voorzien van schuiven.
Het Scheursas kan gebruikt worden om slibafzetting in de havengeul weg te spoelen door volop te spuien. Dat spuien kan met opgespaard zoet water of met zeewater dat eerst binnengelaten wordt. In dat geval moet de Kreek stroomopwaarts in Nieuwendamme afgesloten worden om de polders te beschermen

## Tijdens deEerste Wereldoorlog
Het Springsas werd in de Eerste Wereldoorlog gebruikt om ten noorden van de IJzer, tussen de Plassendalevaart en de IJzer, een inundatie te stellen teneinde de verdediging van de IJzer tussen Nieuwpoort en Sint-Joris te versterken. Op 21 oktober 's avonds opende een geniedetachement vergezeld van Hendrik Geeraert de overlaten. Op 22 oktober 's middags stond de polder Noord van de IJzer tussen Nieuwpoort en Sint-Joris onder water.
De schippersknecht Hendrik Geeraert speelde in die operatie een beslissende rol. Er waren geen sluiswachters achtergebleven bij de sluizen. Hendrik Geeraert wist waar de sluiswachters het materiaal om de vloeddeuren te openen en te verankeren en de zwengels voor de tandwielkasten om de schuiven te lichten achtergelaten hadden. Hij wist de militairen ook te wijzen op een sloot die de Kreek van Nieuwendamme via een duiker onder de gekanaliseerde IJzer, verbond met de Noordvaart. Ter hoogte van de Witte Brug, op de hoger gelegen Brugse Steenweg, waren schuiven op de sloot die moesten neergelaten worden om ze af te dammen. Anders zou het openen van de overlaat van de Kreek van Nieuwendamme mettertijd Veurne-Ambacht onder water gezet hebben.
Deze verbinding tussen de Kreek van Nieuwendamme en de Noordvaart bestaat niet meer.
Op vraag van het Franse leger dat stellingen aan de Kreek bezette, werd in 1915, 1916 en 1917 het niveau in de Kreek van Nieuwendamme zo laag mogelijk gehouden. Tijdens de oorlog werd het Scheursas slechts door één granaat getroffen. De Duitsers spaarden het Scheursas omdat via dat sas de gronden droog gehouden werden waar ze hun stellingen en kantonnementen hadden. Het Scheursas werd als enige niet vernield door de Duitsers voor hun aftocht. Het kon door de diensten van "Bruggen en Wegen" gebruikt worden om na de oorlog het land te draineren.